# Regierung Simons

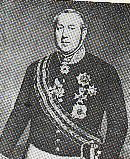
Präsident des Ministerrats Charles-Mathias Simons.

Die Regierung Simons war von 22. September 1853 bis 26. September 1860 die Regierung im Großherzogtum Luxemburg, die vom Präsidenten des Ministerrats (seit 1857 Staatsminister und Präsident der Regierung) Charles-Mathias Simons gebildet wurde. 
Nach der Absetzung der vorherigen Regierung auf Druck von König-Großherzog Wilhelm III. wurde unter Charles-Mathias Simons ein konservativ-reaktionäres Kabinett der Reaktionsära gebildet.
Hauptaugenmerk der Außenpolitik der Regierung Simons war die Wiederherstellung guter Beziehungen zum Deutschen Bund bzw. Preußen und den Niederlanden, die unter der Vorgängerregierung Willmar stark gelitten hatten. So wurde der Zollvereinsvertrag kurz vor dem Ablaufdatum verlängert und die Verhandlungen um die Beteiligung des Großherzogtums an der Bezahlung der Staatsschulden des ehemaligen Königreichs der Vereinigten Niederlande wiederaufgenommen. Im Gegenzug übernahmen die Niederlande wieder den diplomatischen Schutz für luxemburgische Staatsbürger im Ausland. 
Innenpolitisch bereitete die Berufung dieses Kabinetts den Boden für eine konservative Revision der Verfassung von 1848. Die Restaurationspolitik des Deutschen Bundes bot dafür einen willkommenen Anlass. König-Großherzog Wilhelm III. beauftragte die Regierung entsprechend einen Entwurf vorzulegen, in der die Macht und Rolle der Abgeordnetenkammer deutlich geschwächt und die Rechte des Souveräns gestärkt und gewahrt werden sollten. Im Oktober 1856 legte die Regierung der Kammer einen entsprechenden Entwurf vor. Die Kammer weigerte sich allerdings diesen zu debattieren und sprach der Regierung das Misstrauen aus. In einem Staatsstreich löste Wilhelm III. die Kammer auf und erließ ohne ihre notwendige Zustimmung die revidierte Verfassung. Die revidierte Verfassung stufte die Abgeordnetenkammer auf eine Ständeversammlung zurück, die nun nicht mehr die Kontrolle über den Staatshaushalt und die Steuern ausübte, nicht mehr den eigenen Präsidenten bestimmen durfte, nur noch über eingeschränkte Debatten- und Redezeit verfügte und der die Regierung nicht mehr verantwortlich war. Die Souveränität wurde nun in der Person des Großherzogs festgelegt. Als neues Organ wurde der Staatsrat eingeführt, der die Ständeversammlung weiter einschränken sollte. 
Die revidierte Verfassung betonte darüber hinaus die Mitgliedschaft im Deutschen Bund als Legitimation für die Übernahme der Pressezensur. Außerdem wurde der Wahlzensus erhöht und ein Klassenwahlrecht nach preußischem Vorbild eingeführt. 
In wirtschaftspolitischer Hinsicht forcierte die Regierung Simons den Eisenbahnbau, der die beginnende Erschließung der Eisenerzgruben befördern sollte. Nach erheblichen Schwierigkeiten, für dieses Vorhaben Investoren zu gewinnen, gelang es mit Hilfe französischer Gelder und luxemburgischer Staatsmittel, die Wilhelm-Luxemburg-Bahn zu finanzieren, die Strecken nach Arlon und Diedenhofen baute, deren erste Abschnitte 1859 fertiggestellt wurden. 
Die Finanzierung des Eisenbahnbaus und der Entwicklung von Industrie und Handel erforderte die Einrichtung eines neuen Kreditsystems. Die Regierung Simons legte den Grundstein für das moderne luxemburgische Bankensystem, indem sie nach Verhandlungen mit deutschen Bankiers 1856 die Banque internationale à Luxembourg gründete. Im gleichen Jahr wurde die Banque et Caisse d’Epargne de l’Etat als staatliche Bank und Sparkasse für Privatkunden gegründet. Die 1853 beschlossene Gründung einer Kreditgenossenschaft für Landwirte und Landbesitzer scheiterte allerdings. 
Die Wahl von 1857 stärkte die liberale Opposition in der Ständeversammlung, mit der Folge, dass das Regieren der Staatsstreichminister gegen die Parlamentsmehrheit immer schwieriger wurde. Eine kleine Meinungsverschiedenheit mit dem Souverän vorschiebend, reichte Simons am 26. September 1860 schließlich den Rücktritt seiner Regierung ein. 
Der Regierung Simons gehörten folgende Kabinettsmitglieder an:

## Erste Regierung Simons (22. September 1853 bis 22. September 1854)
| Amt                        | Amtsinhaber                  | Beginn der Amtszeit | Ende der Amtszeit  |
| -------------------------- | ---------------------------- | ------------------- | ------------------ |
| Präsident des Ministerrats | Charles-Mathias Simons       | 22. September 1853  | 22. September 1854 |
| Auswärtige Angelegenheiten | Charles-Mathias Simons       | 22. September 1853  | 22. September 1854 |
| Inneres                    | Vendelin Jurion              | 22. September 1853  | 22. September 1854 |
| Justiz                     | François-Xavier Wurth-Paquet | 22. September 1853  | 22. September 1854 |
| Finanzen                   | Emmanuel Servais             | 22. September 1853  | 22. September 1854 |
| Öffentliche Arbeiten       | Jean-Mathias Wellenstein     | 22. September 1853  | 22. September 1854 |

## Zweite Regierung Simons (22. September 1854 bis 21. Mai 1856)
| Amt                        | Amtsinhaber                  | Beginn der Amtszeit | Ende der Amtszeit |
| -------------------------- | ---------------------------- | ------------------- | ----------------- |
| Präsident des Ministerrats | Charles-Mathias Simons       | 22. September 1854  | 21. Mai 1856      |
| Auswärtige Angelegenheiten | Charles-Mathias Simons       | 22. September 1854  | 21. Mai 1856      |
| Inneres                    | Vendelin Jurion              | 22. September 1854  | 21. Mai 1856      |
| Justiz                     | François-Xavier Wurth-Paquet | 22. September 1854  | 21. Mai 1856      |
| Finanzen                   | Emmanuel Servais             | 22. September 1854  | 21. Mai 1856      |
| Gemeindeangelegenheiten    | Édouard Thilges              | 22. September 1854  | 21. Mai 1856      |

## Dritte Regierung Simons (21. Mai 1856 bis 30. Mai 1857)
| Amt                        | Amtsinhaber                  | Beginn der Amtszeit | Ende der Amtszeit |
| -------------------------- | ---------------------------- | ------------------- | ----------------- |
| Präsident des Ministerrats | Charles-Mathias Simons       | 21. Mai 1856        | 30. Mai 1857      |
| Auswärtige Angelegenheiten | Charles-Mathias Simons       | 21. Mai 1856        | 30. Mai 1857      |
| Inneres                    | François-Xavier Wurth-Paquet | 21. Mai 1856        | 30. Mai 1857      |
| Justiz                     | Charles-Gérard Eyschen       | 21. Mai 1856        | 30. Mai 1857      |
| Finanzen                   | Emmanuel Servais             | 21. Mai 1856        | 30. Mai 1857      |
| öffentliche Arbeiten       | Paul de Scherff              | 21. Mai 1856        | 30. Mai 1857      |

## Vierte Regierung Simons (30. Mai 1857 bis 28. November 1857)
| Amt                                     | Amtsinhaber                  | Beginn der Amtszeit | Ende der Amtszeit |
| --------------------------------------- | ---------------------------- | ------------------- | ----------------- |
| Staatsminister, Präsident der Regierung | Charles-Mathias Simons       | 30. Mai 1857        | 28. November 1857 |
| Auswärtige Angelegenheiten              | Charles-Mathias Simons       | 30. Mai 1857        | 28. November 1857 |
| Inneres                                 | François-Xavier Wurth-Paquet | 30. Mai 1857        | 28. November 1857 |
| Justiz                                  | Charles-Gérard Eyschen       | 30. Mai 1857        | 28. November 1857 |
| Finanzen                                | Emmanuel Servais             | 30. Mai 1857        | 28. November 1857 |
| Eisenbahnen                             | Paul de Scherff              | 30. Mai 1857        | 28. November 1857 |
| öffentliche Arbeiten                    | Guillaume-Mathias Augustin   | 30. Mai 1857        | 28. November 1857 |

## Fünfte Regierung Simons (28. November 1857 bis 12. November 1858)
| Amt                                     | Amtsinhaber                                         | Beginn der Amtszeit                  | Ende der Amtszeit                               |
| --------------------------------------- | --------------------------------------------------- | ------------------------------------ | ----------------------------------------------- |
| Staatsminister, Präsident der Regierung | Charles-Mathias Simons                              | 28. November 1857                    | 12. November 1858                               |
| Auswärtige Angelegenheiten              | Charles-Mathias Simons                              | 28. November 1857                    | 12. November 1858                               |
| Inneres (prov.)                         | François-Xavier Wurth-Paquet Charles-Mathias Simons | 28. November 1857 29. September 1858 | 29. September 1858 12. November 1858            |
| Justiz und Finanzen                     | Guillaume-Mathias Augustin                          | 28. November 1857                    | 12. November 1858                               |
| Eisenbahnen                             | Paul de Scherff                                     | 28. November 1857                    | mit Stimme in der Regierung bis 5. Februar 1858 |

## Sechste Regierung Simons (12. November 1858 bis 23. Juni 1859)
| Amt                                     | Amtsinhaber                | Beginn der Amtszeit | Ende der Amtszeit |
| --------------------------------------- | -------------------------- | ------------------- | ----------------- |
| Staatsminister, Präsident der Regierung | Charles-Mathias Simons     | 12. November 1858   | 23. Juni 1859     |
| Auswärtige Angelegenheiten              | Charles-Mathias Simons     | 12. November 1858   | 23. Juni 1859     |
| Inneres                                 | Jean Ulveling              | 12. November 1858   | 23. Juni 1859     |
| Justiz und Finanzen                     | Guillaume-Mathias Augustin | 12. November 1858   | 23. Juni 1859     |

## Siebte Regierung Simons (23. Juni 1859 bis 15. Juli 1859)
| Amt                                     | Amtsinhaber            | Beginn der Amtszeit | Ende der Amtszeit |
| --------------------------------------- | ---------------------- | ------------------- | ----------------- |
| Staatsminister, Präsident der Regierung | Charles-Mathias Simons | 23. Juni 1859       | 15. Juli 1859     |
| Auswärtige Angelegenheiten              | Charles-Mathias Simons | 23. Juni 1859       | 15. Juli 1859     |
| Justiz und öffentliche Arbeiten (prov.) | Charles-Mathias Simons | 23. Juni 1859       | 15. Juli 1859     |
| Inneres und prov. Finanzen              | Jean Ulveling          | 23. Juni 1859       | 15. Juli 1859     |

## Achte Regierung Simons (15. Juli 1859 bis 26. September 1860)
| Amt                                     | Amtsinhaber            | Beginn der Amtszeit | Ende der Amtszeit  |
| --------------------------------------- | ---------------------- | ------------------- | ------------------ |
| Staatsminister, Präsident der Regierung | Charles-Mathias Simons | 15. Juli 1859       | 26. September 1860 |
| Auswärtige Angelegenheiten              | Charles-Mathias Simons | 15. Juli 1859       | 26. September 1860 |
| Inneres und Justiz                      | Édouard Thilges        | 15. Juli 1859       | 26. September 1860 |
| Finanzen                                | Jean Ulveling          | 15. Juli 1859       | 26. September 1860 |